# 郭子超
郭子超（1989年1月25日—），已退役的中国足球运动员，司职后卫，现为广东女足教练。

## 俱乐部生涯
郭子超在2007年从广州医药的二队租借到中乙球队广东日之泉，参加乙级联赛并在2008赛季帮助球队以联赛亚军的成绩升上中甲联赛，2009年郭子超代表广东日之泉参加了中甲联赛。
2010年，郭子超被提升到广州一队，正式回归广州队。4月10日，郭子超在广州恒大客场3比3战平浦东中邦替补出场，这是他回归广州队的首秀。但由于球队竞争激烈，他在2010赛季总共只获得2次出场机会。在2011赛季，郭子超没有得到出场机会，他在2012年1月转会回到广东日之泉。
2015年开始为中甲新军江西联盛效力，但球队在当年降级。2018年自由转会另一支中乙球队深圳鹏城。2020年他一度加盟深圳壆岗，但没有为球队出场。

## 国家队生涯
郭子超在2009年8月首次入选中国国奥队。